# Thomas Wyatt
Thomas Wyatt [vajat] (10. září 1521 – 11. dubna 1554) byl anglický povstalec za vlády Marie Tudorovny. Jeho povstání dostalo název "Wyatt's rebellion" (Wyattovo povstání).

## Život
Thomas Wyatt byl synem sira Thomase Wyatta, což byl známý anglický básník a diplomat, prý první milenec druhé ženy Jindřicha VIII. Anny Boleynové. V 15 letech přišel ke dvoru a v roce 1547 bojoval s Jindřichem VIII. proti Francouzům. Později doprovázel svého otce do Španělska, kde se stal svědkem chování španělské inkvizice. Tyto zkušenosti z něj udělaly zapřisáhlého nepřítele Španělska. Po smrti svého otce roku 1542 zdědil Allingtonský zámek a Boxleyské opatství. Během dospívání byl několikrát zadržen za výtržnosti v opilém stavu, a jednou ho a jeho společníky zavřeli i do Toweru.

### Wyattovo povstání
Až do roku 1553 žil poklidně na svém panství. Pak ale zemřel Eduard VI. a situace v Anglii se začala komplikovat. Po smrti Eduarda se Wyatt přidal k neúspěšnému pokusu dosadit na anglický trůn Lady Jane Grey místo Marie I. I když tento pokus selhal, Wyatt unikl trestu. Až do zasnoubení Marie s Filipem II. Španělským se nijak neangažoval v politice, ale po vyhlášení zásnub se přidal ke spiknutí, které mělo za úkol zabránit tomuto sňatku. Naplánovali společné povstání, ale Wyatt dohodu nedodržel a povstal mnohem dříve než byli ostatní připraveni. Přitáhl do Londýna s třemi tisíci muži a prohlásil: "Nechceme činit újmu královně, chceme však lepší radu a rádce." Ačkoliv královně byla nabízena možnost utéci do Windsoru, zůstala v Londýně s tím, že se Wyattovi postaví. Nakonec to nebylo nutné, Wyatt sám udělal osudovou chybu a odtáhl s vojskem do Kingstonu, kde ho porazila královská armáda. Nedlouho po porážce bylo popraveno sto rebelů, včetně Thomase Wyatta. Ostatní plánované vzpoury vyšly naprázdno. Wyattova vdova a pět dětí měli být podle dobových zvyků vyhnáni na ulici, královna Marie jim však udělila malou penzi.